# Transports Metropolitans de Barcelona

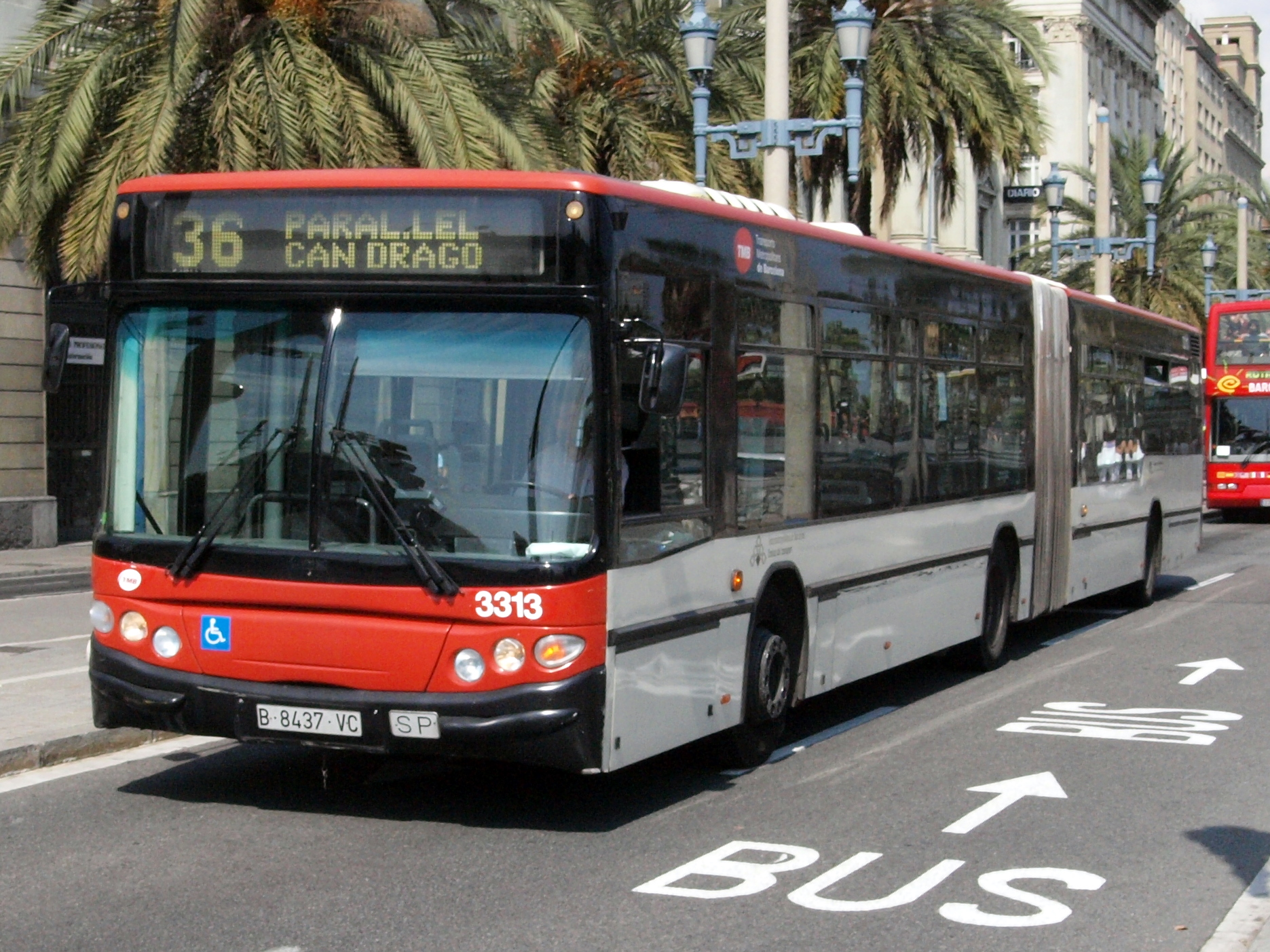
Egy TMB busz Barcelonában

A Transports Metropolitans de Barcelona Barcelona fő tömegközlekedési vállalata. Hozzá tartozik 109 autóbuszvonal (920,62 km hosszan) és a barcelonai metró a 123 állomásával együtt. 2008-ban a TMB 572,39 millió utast szállított, a vállalatnál 7707 alkalmazottja volt.